# Georgi Nikolajewitsch Fljorow

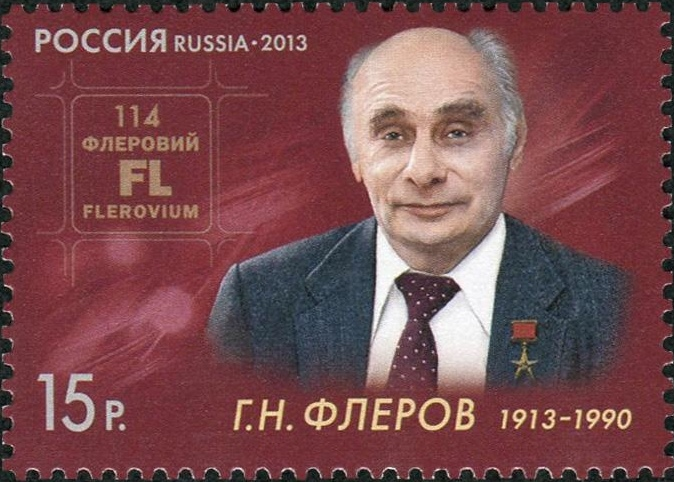
Russische Sondermarke, herausgegeben anlässlich des 100. Geburtstages von G. N. Fljorow (2013)

Georgi Nikolajewitsch Fljorow, manchmal auch Georgi Flerow zitiert, (russisch Георгий Николаевич Флёров; * 17. Februarjul. / 2. März 1913greg. in Rostow am Don; † 9. November 1990 in Moskau) war ein sowjetischer Physiker. Seine Forschungsgebiete waren Kernphysik,  Transurane und kosmische Strahlung. Er gilt u. a. als Entdecker neuer chemischer Elemente des Periodensystems.

## Leben
Nach dem Schulabschluss arbeitete Fljorow zunächst in verschiedenen Berufen und ging dann nach Leningrad, wo er von 1933 bis 1938 an der Ingenieur- und Physikfakultät des Polytechnischen Instituts studierte. Bereits wenige Monate nach Abschluss seines Studiums bekam er das Angebot, ein Mitarbeiter der Arbeitsgruppe von Igor Kurtschatow am Leningrader Physikalisch-Technischen Institut zu werden, das er bereitwillig annahm.
Seine erste Entdeckung machte Fljorow bereits 1939 zusammen mit seinem Kollegen Konstantin Petrschak, indem sie die spontane Kernspaltung am natürlichen Uran-238 dokumentierten. 1940 wiederholten sie ihr Experiment und es gelang ihnen, das vermutete Phänomen nachzuweisen, wobei sie einen der Tunnel der Moskauer Metro auf spektakuläre Art und Weise benutzten, um eventuelle Beeinflussungen der Messung durch die kosmische Strahlung zu vermeiden.
Nach Vertragsbruch durch das Deutsche Reich mit Ausbruch des Deutsch-Sowjetischen Krieges während des Zweiten Weltkriegs war Georgi Fljorow ab Ende 1941 an der Entwicklung der sowjetischen Atombombe beteiligt. Da seine Leistungen als „streng geheim“ eingestuft wurden und nicht publiziert werden durften, bekam er 1943 den Doktortitel, ohne „offiziell“ promoviert zu haben.
Fljorow war 1957 Gründer und ab 1960 Leiter des Laboratoriums für Kernreaktionen am  Vereinigten Institut für Kernforschung in Dubna bei Moskau. 1963 entdeckte er die Protonenradioaktivität und 1964 das künstliche Element Rutherfordium. Weiter synthetisierten Fljorow und seine Kollegen in Dubna erstmals die Elemente 102 (Nobelium, 1957/68),  105 (Dubnium, 1967, benannt nach dem von ihm geleiteten Forschungszentrum in Dubna) und 106 Seaborgium, mit Juri Z. Oganesjan (1974).
Zu Ehren Georgi Fljorows erhielt das chemische Element mit der Ordnungszahl 114 am 30. Mai 2012 durch die 1919 gegründete Internationale Union für reine und angewandte Chemie (IUPAC) offiziell den Namen Flerovium (Insel der Stabilität). Der ausgelobte Flerow-Preis des JINR  ist nach ihm benannt. 1953 wurde er korrespondierendes und 1968 volles Mitglied der Akademie der Wissenschaften der UdSSR.
Er wurde Held der Sozialistischen Arbeit (1949), erhielt zweimal den Leninorden (1949, 1983), erhielt 1973 den Orden der Oktoberrevolution, dreimal den Roten Banner der Arbeit (1959, 1963, 1975), zweimal den Stalinpreis (1946, 1949), 1967 den Leninpreis und 1975 den Staatspreis der UdSSR. Im Jahr 1981 wurde er zum Mitglied der Leopoldina gewählt. 1974 erhielt er die Marian-Smoluchowski-Medaille und 1987 die Mendelejew-Goldmedaille der Akademie der Wissenschaften der UdSSR. Er war Ehrenbürger von Dubna.
Sein Grab befindet sich auf dem Nowodewitschi-Friedhof in Moskau.